# Przemysław Marciniak
Przemysław Tadeusz Marciniak (ur. 16 czerwca 1976) – polski filolog klasyczny, bizantynolog, profesor nauk humanistycznych.

## Życiorys
Absolwent filologii klasycznej Uniwersytetu Ślaskiego w Katowicach. Doktorat (Greek Drama in Byzantine Times) i habilitacja tamże. Pracownik Instytutu Literaturoznawstwa Wydziału Humanistycznego Uniwersytetu Śląskiego w Katowicach. Zajmuje się literaturą bizantyńską, szczególnie teatrem, dramatem i widowiskami w Bizancjum. Zajmuje się motywami bizantyńskimi w literaturze i kulturze XIX i XX wieku. Praca doktorska dotyczyła teatru bizantyńskiego  i recepcji dramatu antycznego w Bizancjum. Był wykładowcą w Instytucie Studiów Bizantyńskich w Belfaście (Queen’s University Belfast) w 2008. Założyciel i pierwszy redaktor naczelny periodyku "Classica Catoviciensia. Scripta Minora" wydawanego przez Koło Młodych Klasyków UŚ.
Został dyrektorem powołanego w 2015 roku i reaktywowanego w 2024 roku Centrum Badań nad Bizancjum.

## Wybrane publikacje
- Greek drama in Byzantine times, Katowice: Wydawnictwo Uniwersytetu Śląskiego 2004.
- Ikona dekadencji. Wybrane problemy europejskiej recepcji Bizancjum od XVII do XX wieku, Katowice: Wydawnictwo Uniwersytetu Śląskiego 2009.
- (wstęp) Aleksis Solomos, Święty Bachus. Nieznane lata teatru greckiego 300 p.n.e.-1600 n.e., przeł. Joanna Kruczkowska, Rafał Lewandowski, Beata Schada-Borzyszkowska, red. przekładu, Maciej Kaziński; wstęp do wyd. pol i red. nauk. Przemysław Marciniak, Wrocław: Instytut im. Jerzego Grotowskiego 2010.
- Timarion albo Timariona przypadki przez niego opowiedziane, przetłumaczyli i komentarzem opatrzyli Przemysław Marciniak i Katarzyna Warcaba, wstępem poprzedził Przemysław Marciniak, Katowice: wydawnictwo Uniwersytetu Śląskiego 2014.
- Taniec w roli Tersytesa. Studia nad satyrą bizantyńską, Katowice: wydawnictwo Uniwersytetu Śląskiego 2016.